# Norský královský řád za zásluhy
Norský královský řád za zásluhy (norsky (nynorsk): Den Kongelege Norske Fortenesteordenen, norsky (bokmål): Den Kongelige Norske Fortjenstorden) je druhé nejvyšší norské státní vyznamenání. Založen byl v roce 1985 králem Olafem V. Řád je propůjčován cizím státním příslušníkům a občanům Norska žijícím v cizině za vynikající služby pro Norsko a lidstvo obecně. Velmistrem řádu je vládnoucí norský král.

## Historie
Řád byl založen králem Olafem V. dne 14. června 1985. Důvodem pro vytvoření nového řádu byla snaha zamezit přílišnému udílení do té doby jediného norského řádu, Řádu svatého Olafa, do zahraničí. Ten se tak od okamžiku založení nového záslužného řádu udílí pouze občanům Norska žijícím ve vlasti (případně zahraničním hlavám států či příslušníkům královských rodin). Status řádu byl následně pozměněn v letech 1986, 1992, 2006 a 2015.

## Pravidla udílení
Řád je propůjčován norským králem za vynikající služby pro stát jak občanům Norska (především za práci v zahraničí) tak i cizím státním příslušníkům. Při státních návštěvách je běžně propůjčován většímu počtu lidí v důležitých politických, administrativních či vojenských funkcích. Také je propůjčován zahraničním diplomatům působícím v Norsku a cizincům spojeným s norským konzulátem.
V případě povýšení či smrti oceněného jsou insignie (kromě diplomu a rozety) navraceny Radě řádu.
Návrhy na vyznamenání jsou králi doručovány přes protokolární odbor Ministerstva zahraničních věcí Norska. Král následně propůjčuje vyznamenání na základě usnesení Rady řádu sestávající z kancléře (hoffsjef), šéfa protokolárního odboru Královského ministerstva zahraničních věcí a kancléře Královského norského řádu svatého Olafa. V případě, že je nutné rozhodnout o jeho propůjčení rychle, je možné o něm rozhodnout pouze na doporučení kancléře bez usnesení rady.

## Insignie
Řádový odznak má podobu zlatě smaltovaného jetelového kříže (zvaného kříž svatého Olafa). Mezi rameny jsou vloženy jednoduché středověké korunky. Na lícní straně je uprostřed červeně smaltovaný řecký kříž se zlatým korunovaným monogramem zakladatele O V. Zadní strana je nesmaltovaná a nese rok založení řádu 1985. Ve třídě rytíře je odznak pouze postříbřený.
Řádová hvězda má podobu pozlacené osmicípé hvězdy. Uprostřed hvězdy je položen řádový odznak. Ve třídě komtura s hvězdou je řádová hvězda stříbrná.
Stuha je z moaré tmavě modré barvy.

## Třídy
Řád je propůjčován ve třech řádných třídách a dvou podtřídách: velkokříž, komtur (který se dále dělí na třídu komtura s hvězdou a komtura) a rytíř (který se dále dělí na třídu rytíře I. třídy a rytíře).
- velkokříž (Storkross) – Řádový odznak se nosí na široké šerpě spadající z pravého ramene na levý bok. V případě pánů je šerpa široká 100 mm, v případě dam 60 mm. Řádová hvězda se nosí nalevo na hrudi.[2]
- komtur (Kommandør) – Řádový odznak se v případě pánů nosí na stuze široké 60 mm těsně kolem krku. V případě dam se nosí na stuze uvázané do mašle nalevo na hrudi.
  - komtur s hvězdou (Kommandør med stjerne) – K této třídě navíc patří i pozlacená řádová hvězda, která se nosí nalevo na hrudi.[2]
  - komtur (Kommandør) – K této třídě řádová hvězda již nenáleží.
- rytíř (Riddar) – Řádový odznak se v případě pánů nosí zavěšený na stuze široké 40 mm na levé straně hrudi. V případě dam se nosí na stuze uvázané do mašle nalevo na hrudi.[2]
  - rytíř I. třídy (Riddar av 1. klasse)
  - rytíř (Riddar)

velkokříž
komtur s hvězdou
komtur
rytíř I. třídy
rytíř

## Vyznamenaní občané České republiky
- Miluše Juříčková (2018) – pedagožka Masarykovy univerzity – řád udělen za rozvoj vztahů mezi Českem a Norskem[4][5]
- Kateřina Krištůfková (2025)